# European Champions League 2009/10
De European Champions League is de hoogste Europese clubcompetitie voor tafeltennis. Het seizoen 2009/10 is voor de mannen de twaalfde editie, voor de vrouwen de vijfde editie.

## Mannen

### Groepsfase
| Pl. | Club                           | Gesp. | W | V | GV | GT | Ptn. |
| --- | ------------------------------ | ----- | - | - | -- | -- | ---- |
| 1   | Borussia Düsseldorf            | 6     | 6 | 0 | 18 | 6  | 12   |
| 2   | GV Hennebont TT                | 6     | 3 | 3 | 11 | 12 | 9    |
| 3   | Bogoria Grodzisk Mazowiecki    | 6     | 2 | 4 | 11 | 14 | 8    |
| 4   | Club Cajagranada Tenis de Mesa | 6     | 1 | 5 | 8  | 16 | 7    |

| Pl. | Club                       | Gesp. | W | V | GV | GT | Ptn. |
| --- | -------------------------- | ----- | - | - | -- | -- | ---- |
| 1   | La Villette Charleroi      | 6     | 5 | 1 | 17 | 7  | 11   |
| 2   | Roskilde Bordtennis Btk 61 | 6     | 4 | 2 | 16 | 11 | 10   |
| 3   | Club Cajasur Priego TM     | 6     | 2 | 4 | 7  | 16 | 8    |
| 4   | AS Pontoise Cergy          | 6     | 1 | 5 | 9  | 15 | 7    |

| Pl. | Club                       | Gesp. | W | V | GV | GT | Ptn. |
| --- | -------------------------- | ----- | - | - | -- | -- | ---- |
| 1   | Sterilgarda TT             | 6     | 5 | 1 | 16 | 6  | 11   |
| 2   | UMMC Ekaterinburg          | 6     | 5 | 1 | 16 | 9  | 11   |
| 3   | SV Pluderhausen            | 6     | 1 | 5 | 6  | 16 | 7    |
| 4   | Levallois Sporting Club TT | 6     | 1 | 5 | 9  | 16 | 7    |

| Pl. | Club                           | Gesp. | W | V | GV | GT | Ptn. |
| --- | ------------------------------ | ----- | - | - | -- | -- | ---- |
| 1   | TTF Liebherr Ochsenhausen      | 6     | 5 | 1 | 15 | 6  | 11   |
| 2   | SVS Niederösterreich           | 6     | 4 | 2 | 16 | 6  | 10   |
| 3   | Angers Vaillante TT            | 6     | 3 | 3 | 10 | 12 | 9    |
| 4   | San Sebastian de Los Reyes TTC | 6     | 0 | 6 | 1  | 18 | 6    |

### Kwartfinales
| Team 1                     | Uitslag           | Team 2                |
| -------------------------- | ----------------- | --------------------- |
| Roskilde Bordtennis Btk 61 | 2-3; 1-3          | Borussia Düsseldorf   |
| SVS Niederösterreich       | 0-3; 3-2          | Sterilgarda TT        |
| UMMC Ekaterinburg          | 0-3; 2-3          | La Villette Charleroi |
| TTF Liebherr Ochsenhausen  | 3-1; 1-3 (16-15*) | GV Hennebont TT       |

* in games.

### Halve finales
| Team 1                    | Uitslag  | Team 2                |
| ------------------------- | -------- | --------------------- |
| Sterilgarda TT            | 0-3; 0-3 | Borussia Düsseldorf   |
| TTF Liebherr Ochsenhausen | 2-3; 2-3 | La Villette Charleroi |

### Finale
| Team 1              | Uitslag        | Team 2                |
| ------------------- | -------------- | --------------------- |
| Borussia Düsseldorf | 7 mei; 10 juni | La Villette Charleroi |

## Vrouwen

### Groepsfase
| Pl. | Club                           | Gesp. | W | V | GV | GT | Ptn. |
| --- | ------------------------------ | ----- | - | - | -- | -- | ---- |
| 1   | Li-Ning/Infinity Heerlen       | 4     | 4 | 0 | 11 | 1  | 8    |
| 2   | Sterilgarda TT Castel Goffredo | 4     | 1 | 3 | 5  | 11 | 5    |
| 3   | 3B Berlin TT                   | 4     | 1 | 3 | 6  | 11 | 5    |

| Pl. | Club                       | Gesp. | W | V | GV | GT | Ptn. |
| --- | -------------------------- | ----- | - | - | -- | -- | ---- |
| 1   | Linz AG Froschberg         | 4     | 4 | 0 | 10 | 4  | 7    |
| 2   | HASTK Maldost Iskon Zagreb | 4     | 2 | 2 | 6  | 8  | 6    |
| 3   | ASD TT Sandonatese         | 4     | 1 | 3 | 6  | 10 | 5    |

### Halve finales
| Team 1                   | Uitslag  | Team 2                         |
| ------------------------ | -------- | ------------------------------ |
| Linz AG Froschberg       | 3-2; 3-1 | Sterilgarda TT Castel Goffredo |
| Li-Ning/Infinity Heerlen | 3-1; 3-0 | HASTK Maldost Iskon Zagreb     |

### Finale
| Team 1                   | Uitslag  | Team 2             |
| ------------------------ | -------- | ------------------ |
| Li-Ning/Infinity Heerlen | 3-1; 3-0 | Linz AG Froschberg |